# Palazzo del Comune (Pistoia)

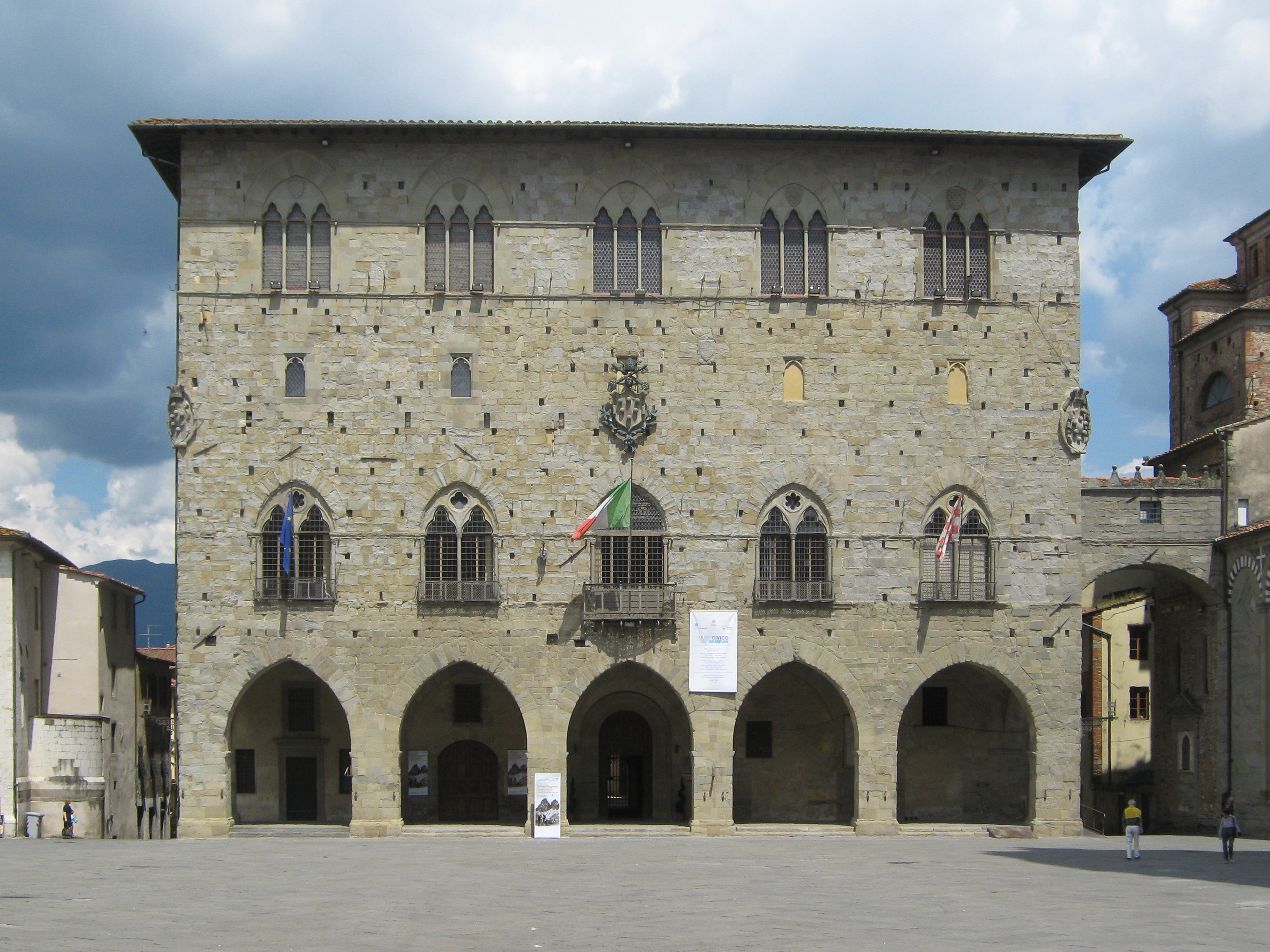
Palazzo del Comune, Pistoia

Der Palazzo del Comune von Pistoia liegt in der Toskana, Italien. Er ist auch unter den Namen Palazzo degli Anziani und Palazzo di Giano bekannt. Der Palazzo del Comune wurde als Rathaus von Pistoia erbaut und befindet sich auf der Piazza del Duomo (Domplatz) gegenüber des Palazzo Pretorio, dem Sitz des Stadtvogts, und grenzt an die Kathedrale von Pistoia. Er wurde zwischen dem 13. und 14. Jahrhundert erbaut und beherbergt noch heute das Rathaus sowie das Stadtmuseum.

## Geschichte
Die Grundsteinlegung erfolgte 1294 unter dem Florentiner Bürgermeister Giano della Bella, der die ersten Grundstücke kaufte, auf denen später das Rathaus errichtet wurde. Nach Vertreibung der Ghibellinen und Guelfen aus der Stadt, wurden deren verlassene Häuser zerstört und auf dem freiwerdenden Gelände wurde das Palatium Communis errichtet. Die Bauarbeiten gerieten ins Stocken, als die Guelfen zurückkehrten und die Macht übernahmen. Als Pistoria 1324 florentinisches Protektorat wurde, begann eine Zeit des Friedens, und die Arbeiten wurden wieder aufgenommen. 1348 wurde das Gebäude unter Leitung von Michele di Memmio aus Siena vergrößert.

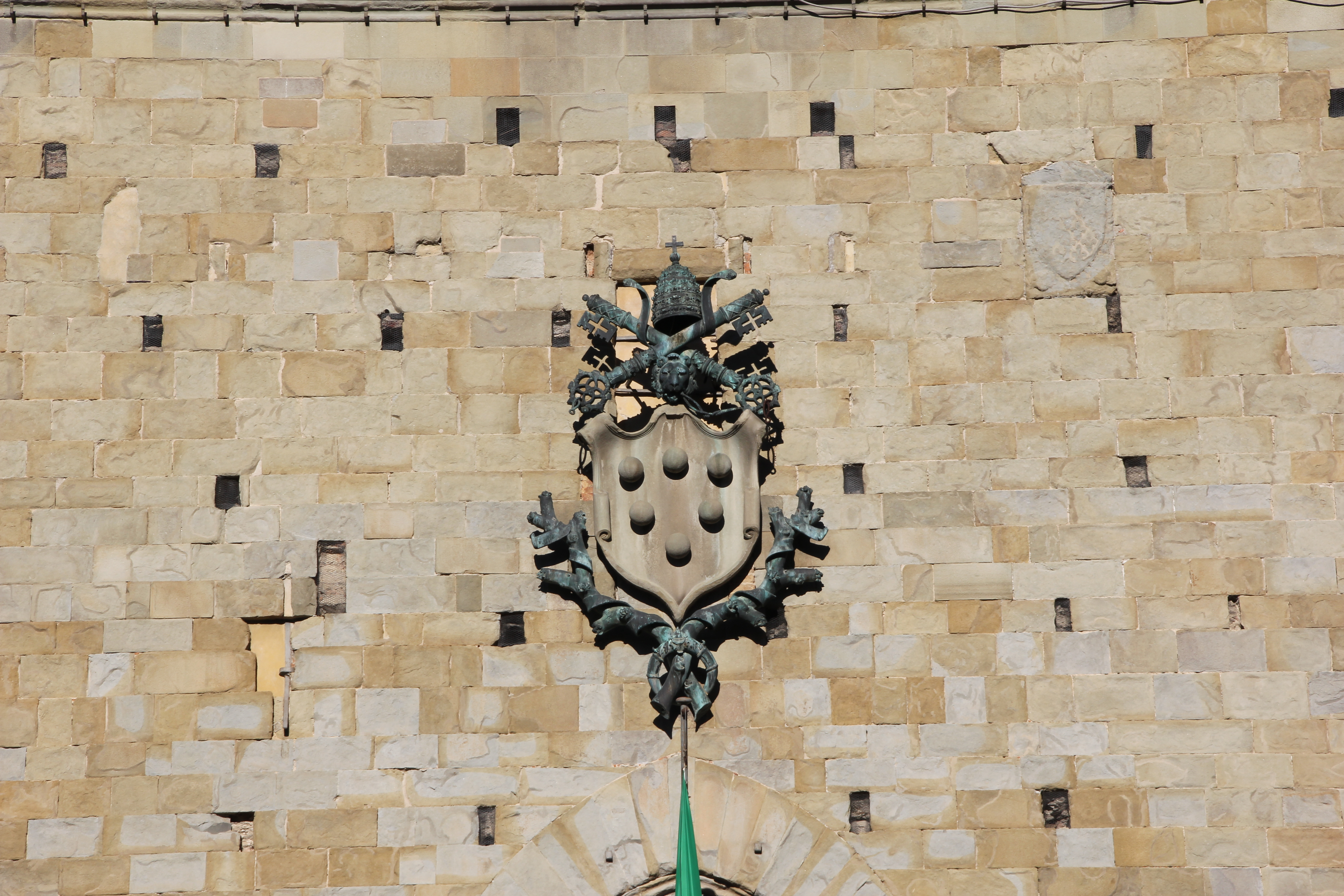
Wappen von Papst Clemens VII

Im 15. Jahrhundert wurde unter den Medici-Päpsten Leo X und Clemens VII der Innenausbau vorangetrieben. Hiervon zeugen die 1513 und 1529 angebrachten Wappen der Päpste. Bemerkenswert sind die Ausschmückungen, die Mitte des 16. Jahrhunderts bis in das 17. Jahrhundert ausgeführt wurden, wie z. B. das Fresko im Hof, das drei Ritter zeigt. Zu nennen sind auch die besonders kostbar ausgeführten Arbeiten im oberen Stockwerk wie der Große Saal mit dem Prunkstuhl von Giovanni Mati und dessen Sohn Bartolomeo (1536), die Fresken von Giuseppe Naini in der Kapelle der heiligen Agathe oder das letzte Abendmahl von Giacinto Gimignani im Guelfensaal der heutigen Gemeindeverwaltung.
Im ersten Stock befindet sich noch die schöne hölzerne Kassettendecke des Donzellisaals und des Priorisaals, die heute beide zum Städtischen Museum gehören, das seit 1922 im Palazzo untergebracht ist. Das Museum besitzt eine Sammlung von Stücken aus Klöstern und anderen religiösen Einrichtungen, die im 18. und 19. Jahrhundert aufgelöst wurden. Somit ist der Palazzo del Commune nicht nur Sitz der Gemeindeverwaltung, sondern auch eine kulturelle Institution.